# Richard Robbins
Richard Stephen Robbins (* 4. Dezember 1940 in South Weymouth, Massachusetts; † 7. November 2012 in Rhinebeck, New York) war ein US-amerikanischer Filmkomponist und Pianist.
Robbins wurde durch seine Arbeiten für die Merchant Ivory Productions bekannt, einer Filmproduktionsfirma, die im Jahr 1961 von James Ivory und Ismail Merchant gegründet wurde.  Von 1980 bis 1984 war Richard Robbins Direktor der Music School bei Rivers in Weston, Massachusetts. Für seine Musik zu den Filmen Wiedersehen in Howards End und Was vom Tage übrig blieb wurde er für den Oscar nominiert.

## Filmografie (Auswahl)
- 1979: Europäer (The Europeans)
- 1980: Jane Austen in Manhattan
- 1981: Quartett (Quartet)
- 1983: Hitze und Staub (Heat And Dust)
- 1984: Die Damen aus Boston (The Bostonions)
- 1985: Zimmer mit Aussicht (A Room With A View)
- 1987: Maurice
- 1989: Großstadtsklaven (Slaves of New York)
- 1991: Die Ballade vom traurigen Café (The Ballad of the Sad Café)
- 1990: Mr. & Mrs. Bridge
- 1992: Wiedersehen in Howards End (Howard's End)
- 1992: Cotton Mary
- 1993: Was vom Tage übrig blieb (Remains Of The Day)
- 1995: Jefferson in Paris
- 1996: The Proprietor
- 1996: Mein Mann Picasso (Surviving Picasso)
- 1998: Die Zeit der Jugend (A Soldier’s Daughter Never Cries)
- 1998: Place Vendôme
- 2000: The Golden Bowl
- 2001: Blind Loyalty, Hollow Honor: England’s Fatal Flaw
- 2002: The Mystic Masseur
- 2003: Eine Affäre in Paris (Le Divorce)
- 2005: The White Countess

## Auszeichnungen
- 1987 Internationale Filmfestspiele von Venedig Beste Musik für Maurice.
- The Apex Awards Original Score Wiedersehen in Howards End und Zimmer mit Aussicht

## Nominierungen
- 1994 Oscar Best Original Score für Was vom Tage übrig blieb
- 1993 Oscar Best Original Score für Wiedersehen in Howards End
- 1987 BAFTA Awards Best Score für Zimmer mit Aussicht